# アイドウシチナ
アイドウシチナはスロベニアのヴィパーヴァ谷の中央にある町である。

## 地理や特徴
アイドウシチナは、アイドウシチナ平原とゴラ山の接点、フベル川とロカウシュチェク川の合流点にある。海抜は１０６メートルである。アイドウシチナ町はアイドウシチナ自治体の中心である。
今日の町の中心になっているのは、旧市街のラウリチ広場である。洗礼者ヨハネの教区教会堂にはツェベイ（スロベニア語：Cebej）の洋画がある。教会の北にはダニロ・ロカル小学校、ヴェノ・ピロン中学校とポリツェ・スポーツ・センターがある。教会の南にはバスと鉄道の駅がある。
フベル川の西側に、シュトゥリェ（スロベニア語Šturje）地区という村とラウリチ図書館がある。シュトゥリェ地区にはマテウジ・ラングス「Matevž Langus」とトネ・クラルユ「Tone Kralj」の絵が入っているジョージ聖人の教区教会堂がある。この辺りが住宅街であり、一番人口が密集しているのがシュトゥリェ・アイドウシチナ「Šturje Ajdovščina」小学校があるリブニク「Ribnik」である。
フベルのカルスト泉の周辺に貯水場がある。パレ・スポーツ・パークの近所に水力発電所とアイドウシチナホステルがある。そこに、全長３１００メートルの自然学習道「Naravoslovna učna pot」もある。
工業地区が町の南にある（Mlinotest, Tekstina, Fructal, Incom, Bia Separations, Petričなどの工場）。工場と下水道の廃棄物のために廃水処理プラントがアイドウシチナ平原の中心に建てられた。東の町外れにスポーツ・スタジアム、墓場と飛行場がある。飛行場の向こう側に「Pipistrel」の本社のある商業地がある。

## 語源
アイドウシチナという地名は「Ajd」（日本語で巨人）という言葉から由来している。伝説によると、スラブ人がカストラの城跡を見た時、それが巨人の能事だと思った。

## 歴史
古代ローマ帝国の270年にCastrum Ad Fluvium Frigidum（日本語：冷たい川の脇の砦）という14基の軍事用の塔がここにあった。この軍事拠点がイタリアとバルカンの間の野営地であった。

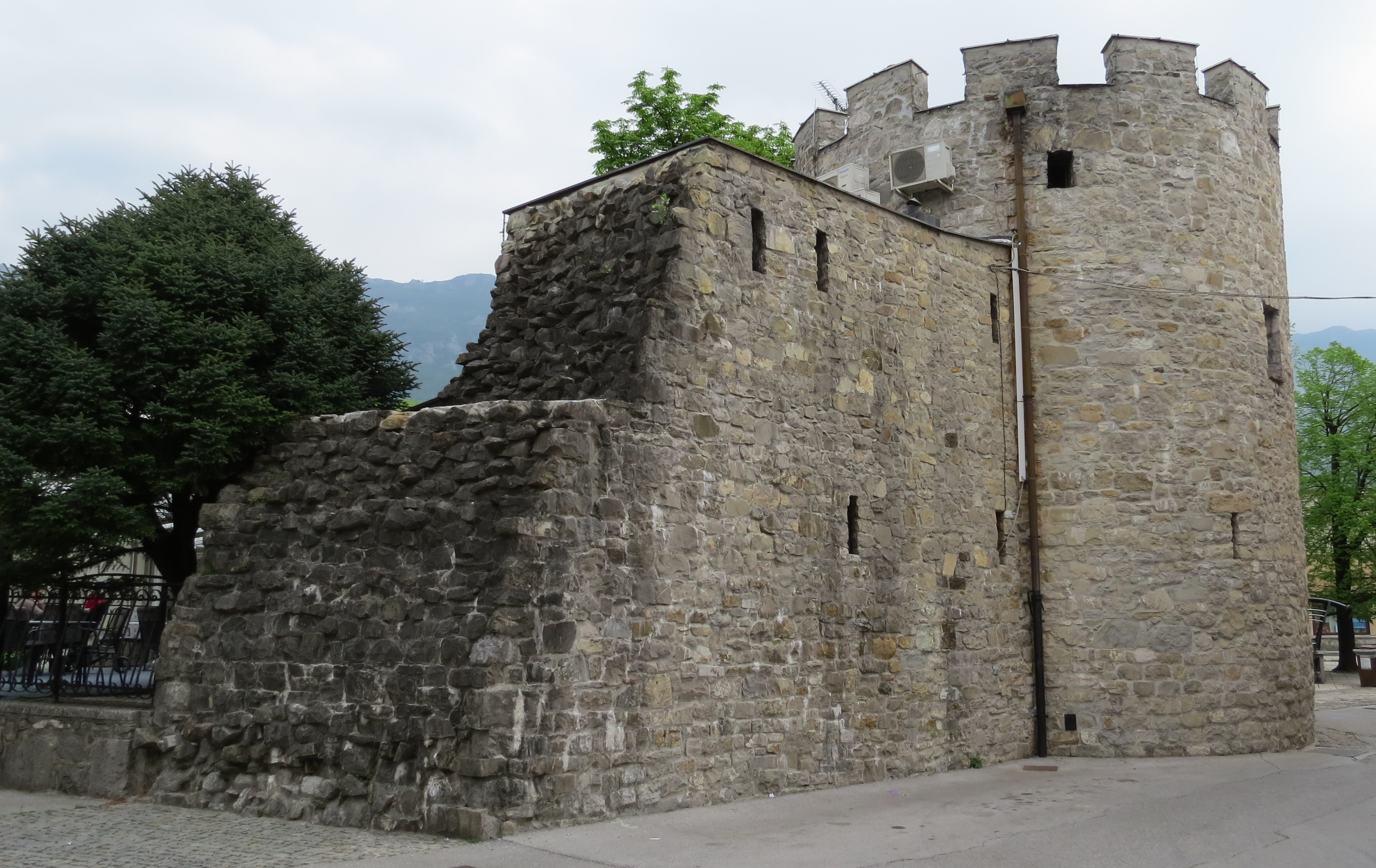
ローマの去勢の遺跡

## ソース
- パブリン、P。2010：カストロの後期古代要塞（アイドフシュチナ）。 DEDI-スロベニアの自然と文化遺産のデジタル百科事典、 http： //www.dedi.si/dediscina/420-poznoanticna-utrdba-kastra-ajdovscina。
- Krušič, Marjan (2009). Slovenija: turistični vodnik. Založba Mladinska knjiga. ISBN 978-961-01-0690-6Krušič, Marjan (2009). Slovenija: turistični vodnik. Založba Mladinska knjiga. ISBN 978-961-01-0690-6 Krušič, Marjan (2009). Slovenija: turistični vodnik. Založba Mladinska knjiga. ISBN 978-961-01-0690-6
- Černe、 AndrejPriročnikrajevnileksikonSlovenije 、DZS dd、リュブリャナ、1996、 (

- アイドウシチナ観光案内所